# Louise (Mississippi)
Pour les articles homonymes, voir Louise.
Louise est une ville du comté de Humphreys (État du Mississippi, États-Unis). En 2020, sa population est de 178 habitants.

## Localisation
La ville de Louise est située dans le sud du comté de Humphreys, dans la région du Mississippi Delta et selon le Bureau du recensement des États-Unis, la localité a une superficie totale de 0,4 km2.

## Démographie
Selon le recensement de 2020, la population de Louise est de 178 habitants.

## Personnalités notoires
- Houston Antwine, joueur de football américain
- Hip Linkchain, chanteur et guitariste de Chicago blues[2]
- Warren Smith, chanteur de rockabilly[3]